# Marchesato di Caravaggio
Il marchesato di Caravaggio è stato un piccolo feudo situato nella pianura della Gera d'Adda governato, dal 1525 al 1796, da un ramo naturale degli Sforza, derivato dal duca di Milano Ludovico il Moro. Il marchesato comprendeva, oltre al capoluogo, le località di Pontirolo Vecchio e Pontirolo Nuovo, Fara d'Adda, Arzago, Casirate, Calvenzano e Misano.

## Storia

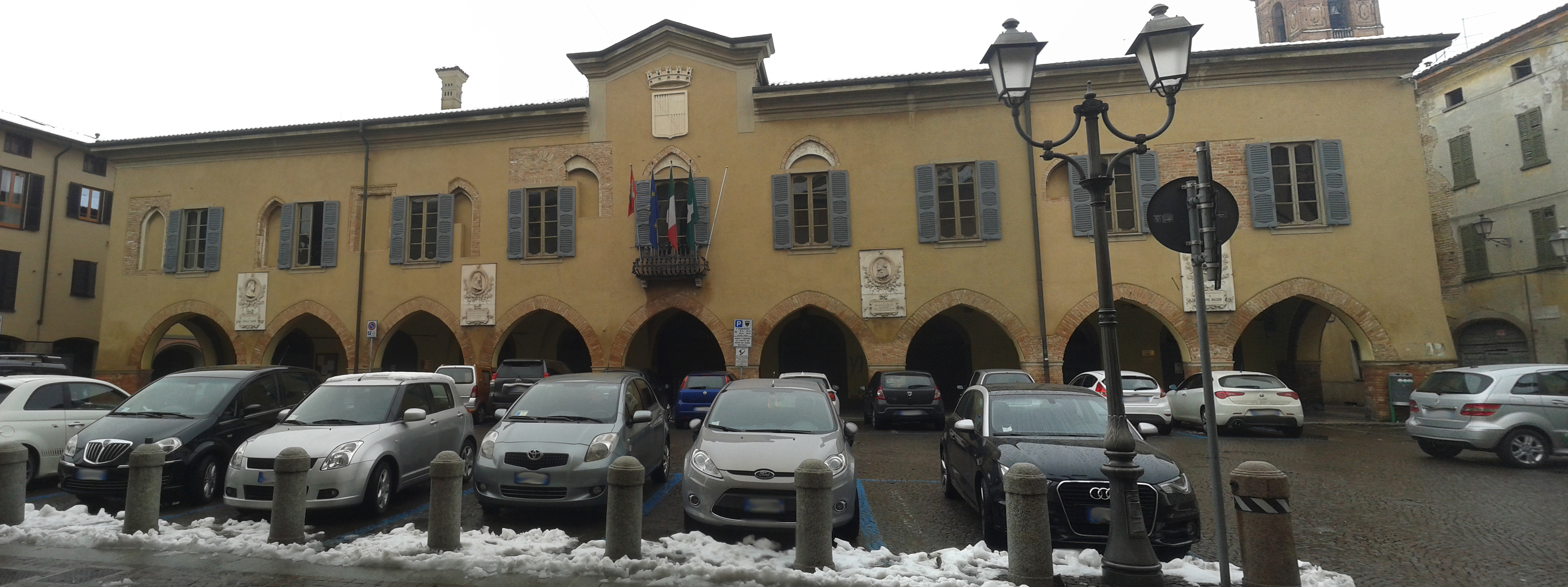
Palazzo Gallavresi o della marchesa, a Caravaggio

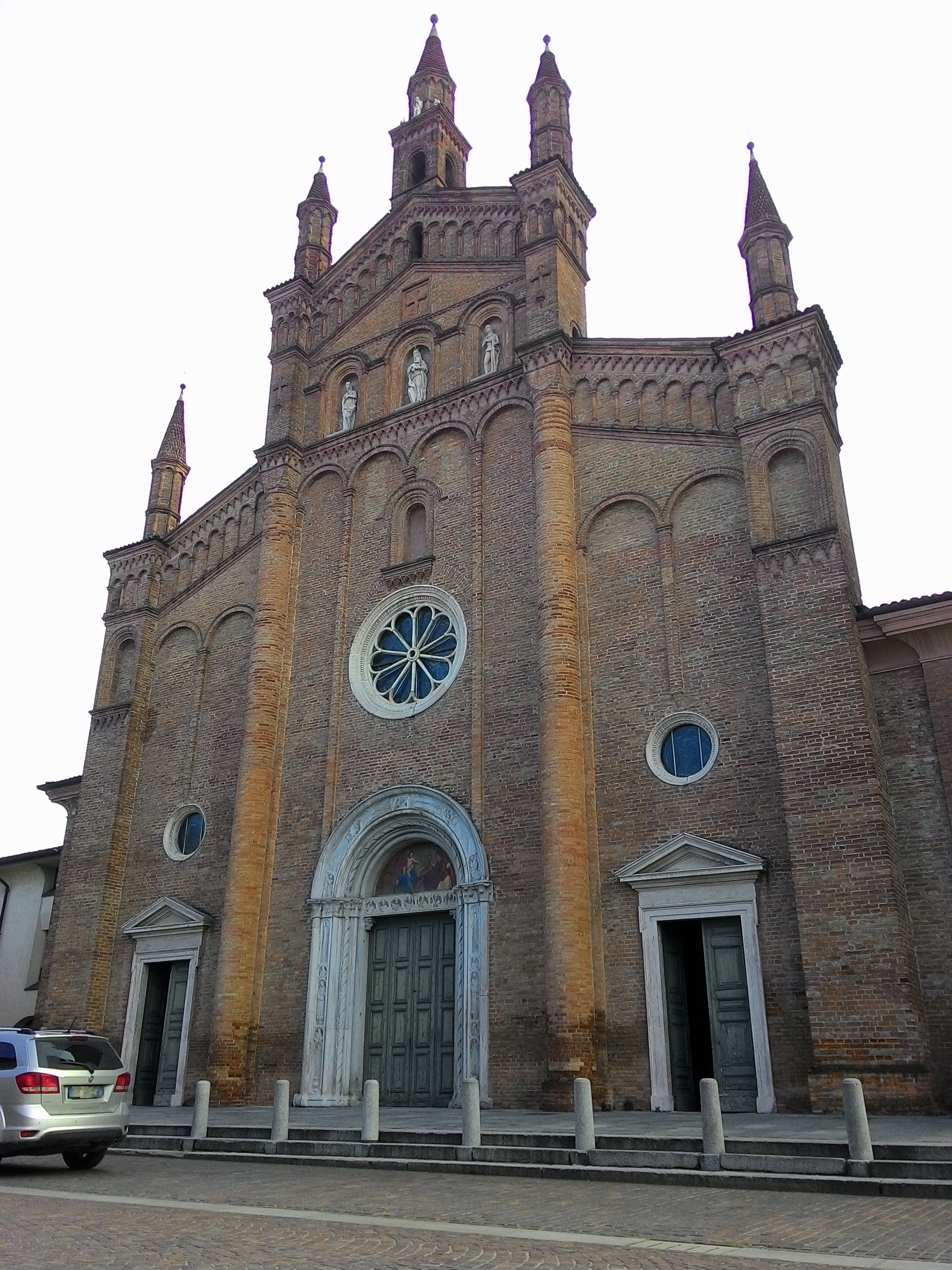
Chiesa dei Santi Fermo e Rustico (Caravaggio), luogo di sepoltura degli Sforza

Da Ludovico il Moro e da Lucrezia Crivelli, nel 1497, nacque Giampaolo I, nominato nel 1525 dal fratellastro Francesco II Sforza primo marchese di Caravaggio e confermato tale (con la qualifica di "Illustre") nel 1532 dall'imperatore Carlo V.  Il marchesato, seppure minuscolo, godeva di una posizione strategica perché inserito tra i territori controllati dai sovrani di Spagna e dalla repubblica di Venezia. L'investitura imperiale aveva conferito agli Sforza anche il diritto di mero et mixto imperio, cioè l'esercizio effettivo della giurisdizione civile e penale.
Il figlio di Giampaolo, Muzio I Sforza di Caravaggio, succedette alla morte del padre nel 1535 al marchesato di Caravaggio, rimanendo però per alcuni anni sotto la reggenza della madre, e morendo poi in battaglia nel 1553.
Oltre alla presenza del santuario eretto nel 1575 durante il governo di Francesco I Sforza di Caravaggio, in seguito ad una presunta apparizione della Madonna, divenne famoso per aver dato il nome ad uno dei più significativi artisti italiani. Tra il 1577 e il 1584, infatti, visse a Caravaggio il piccolo (sei anni) futuro grande pittore Michelangelo Merisi (1571-1610), nato a Milano. I genitori, Fermo e Lucia Aratori, erano caravaggini e si unirono in matrimonio all'inizio del 1571 con il sostegno del marchese Francesco I Sforza: si recarono subito a Milano per lavoro per rientrare sei anni dopo a causa della pestilenza. Il tredicenne Michelangelo ritornò poi in città per intraprendere la sua brillante carriera artistica.
La famiglia Merisi rimase ancora in contatto con gli Sforza nella persona della marchesa Costanza Colonna, figlia di Marcantonio e giovanissima sposa di Francesco I: la zia di Michelangelo era la nutrice dei bambini della signora e il ragazzo frequentava le lezioni di catechismo impartite da lei. La protezione di Costanza accompagnò il pittore per tutta la vita: da Milano, a Roma, a Napoli, al castello di Paliano, già di proprietà di Marcantonio.
Morto il 13 dicembre 1535, per un "attacco catarrale", il primo marchese Giampaolo I, gli subentrò il primogenito Muzio I che evitò di avanzare le pretese paterne inerenti alla successione nel feudo e si mise disciplinatamente al servizio dell'imperatore Carlo V e, combattendo per lui, morì nel 1552 nel corso della battaglia di Metz. Avendo Muzio I soltanto quattro anni, quando succedette come marchese a suo padre, assunse la reggenza per dieci anni la volitiva madre Violante Bentivoglio, residente nel Castello Sforzesco di Galliate, da cui amministrava con sagacia il marchesato.

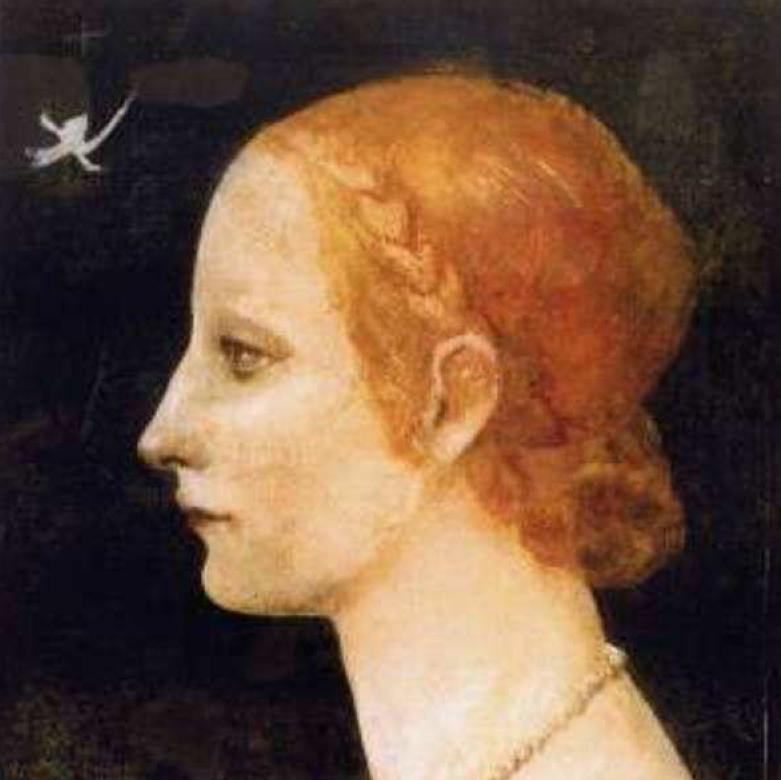
La donna ritratta nel quadro Profilo di giovane donna, attribuito a Leonardo da Vinci, sarebbe Lucrezia Crivelli, madre di Giovanni Paolo I Sforza.

La precoce scomparsa di Francesco I, erede di Muzio I, del quale si è detto, causò una nuova reggenza femminile, data l'età di Muzio II, da parte di Costanza Colonna. Il marchese, poi anche conte di Casteggio e Lacchiarella (ex Filippo III di Spagna), governò dedicandosi alla prosperità dei sudditi e fu cultore delle arti e della poesia. Giampaolo II, Muzio III, Francesco II e Francesco III non si distinsero per significativi avvenimenti, anche per la brevità della loro vita e le continue reggenze materne: tali fatti indebolirono la dinastia e il potere del marchese che dimorava sempre più spesso nel palazzo milanese. Oltre a questo, la famiglia disponeva del cosiddetto palazzo della marchesa, residenza ufficiale a Caravaggio della corte e degli uffici amministrativi, dei castelli di Casteggio e Galliate. Il luogo di sepoltura della casata era nella chiesa dei Santi Fermo e Rustico.
Dal 1697 al 1796, il marchesato visse tempi difficili: era passato nel 1707 dalla tutela spagnola a quella imperiale e la dinastia si era ridotta a una bambina di tre mesi, figlia di Francesco III, Bianca Maria I. Il passaggio a una donna contravvenne alla legge salica, causando la decadenza del feudo: dovette intervenire direttamente l'imperatore Carlo VI che rinnovò l'infeudazione. La marchesa madre Eleonora Salviati riuscì a proteggere, seppur labilmente, il decadente dominio e l'imperatore concesse l'investitura nel 1712 per sé e per gli eredi: la giovane, tuttavia, morì di parto a 20 anni nel 1717. Le succedettero formalmente la figlia Bianca Maria II von Sinzendorf Sforza e la nipote Bianca Maria III Doria Sforza, ultima marchesa. Le continue reggenze femminili furono sempre meno riconosciute. Il territorio, occupato nel 1796 da Napoleone Bonaparte, divenne parte della repubblica giacobina.

## Marchesi di Caravaggio
| Titolo   | Nome                             | Periodo          | Consorte                                                                       |
| -------- | -------------------------------- | ---------------- | ------------------------------------------------------------------------------ |
| Marchese | Giampaolo I Sforza di Caravaggio | 1525-1535        | Violante Bentivoglio, contessa di Galliate                                     |
| Marchese | Muzio I                          | 1535-1553        | Faustina Sforza di Santa Fiora                                                 |
| Marchese | Francesco I                      | 1553-1580        | Costanza Colonna                                                               |
| Marchese | Muzio II                         | 1580-1622        | Felice Orsina Peretti Damasceni, contessa di Casteggio e Lacchiarella dal 1603 |
| Marchese | Giampaolo II                     | 1622-1630        | Maria Aldobrandini                                                             |
| Marchese | Muzio III                        | 1630-1637        | Caterina Pucci di Pitigliano                                                   |
| Marchese | Francesco II                     | 1637-1680        | Bianca Imperiali                                                               |
| Marchese | Francesco III                    | 1680-1697        | Eleonora Salviati, reggente (1697-1712)                                        |
| Marchesa | Bianca Maria I                   | (1697) 1712-1717 | Giovanni Guglielmo Edmondo von Sinzendorf-Neuburg (+1766)                      |
| Marchesa | Bianca Maria II von Sinzendorf   | 1717-1783        | Filippo Domenico Doria                                                         |
| Marchesa | Bianca Maria III Doria           | 1783-1797        | Fabrizio Colonna di Summonte, principe di Summonte                             |